# Renaud Revel
Renaud Revel, né le 15 décembre 1953 à Phnom Penh (Cambodge), est un journaliste français. Il commence sa carrière à L'Aurore en 1978. Puis il collabore huit années durant au sein du quotidien Le Matin de Paris de Claude Perdriel. Avant de rejoindre l'hebdomadaire Stratégies. Il travaille jusqu'en mars 2016 à l'hebdomadaire L'Express comme rédacteur en chef et responsable de la rubrique média Il est également l'auteur d'une dizaine d'ouvrages, dont L'ėgėrie, Madame DSK, Les Amazones de la République et les paparazzis de la République.
Documentariste, Renaud Revel a co- réalisé et écrit une série de documentaires pour différentes chaînes, dont France 5 et Canal+. Parmi eux, Derniers jours à Matignon en 2023 et Une page de pub,  en 2024. 

## Biographie
Après une licence en droit, Renaud Revel rejoint le quotidien L'Aurore en 1978, puis le quotidien Le Matin de Paris en 1981, où il a créé et animé la rubrique média.
Après un passage comme rédacteur en chef adjoint à l'hebdomadaire Stratégies, il rejoint l'hebdomadaire L'Express en décembre 1998, où il deviendra responsable de la rubrique média et rédacteur en chef. Il participe à l'émission Pif Paf sur Paris Première[réf. souhaitée][précision nécessaire] et Le grand direct des médias sur Europe 1 depuis 2012.
Il tient un blog consacré aux médias sur le site de L'Express, sur lequel il publie régulièrement des billets, mais ne travaille plus pour le journal à partir de mars 2016.
Le 8 septembre 2017, il participe en tant que chroniqueur à l'émission Touche pas à mon poste ! sur C8[réf. nécessaire].
En septembre 2017, il devient chroniqueur dans l'émission de Julien Courbet sur C8 C'est que de la télé.

## Ouvrages
- Renaud Revel, Télévision le grand gâchis, Paris, Éditions Jean-Claude Lattès, septembre 1998, 260 p. (ISBN 2-7096-1867-2).
- Renaud Revel et avec Laurence Debril, People : le Grand Déballage, Paris, Éditions Michel Lafon, 8 février 2006, 278 p. (ISBN 2-7499-0472-2).
- Renaud Revel, L'Égérie : l'énigme Claude Chirac, Paris, Éditions Jean-Claude Lattès, 27 janvier 2007, 211 p. (ISBN 978-2-7096-2890-7 et 2-7096-2890-2).
- Catherine Rambert et Renaud Revel, Johnny, les 100 jours où tout a basculé, Paris, First, 6 mai 2010, 163 p. (ISBN 978-2-7540-2021-3).
- Éric Woerth et Renaud Revel, Dans la tourmente. Entretiens avec Renaud Revel, Paris, Plon, 12 mai 2011, 197 p. (ISBN 978-2-259-21455-1 et 2-259-21455-X).
- Catherine Rambert et Renaud Revel, Madame DSK, un destin brisé, Paris, First, 13 juillet 2011 (ISBN 978-2-7540-2541-6 et 2-7540-2541-3).
- Renaud Revel, Les Amazones de la République, Paris, First, juin 2013, 319 p. (ISBN 978-2-7540-4464-6 et 2-7540-4464-7).
- Renaud Revel, Les cardinaux de la République, First, 2016.
- Renaud Revel, Les Visiteurs du soir. Ce qu'ils disent à l'oreille du président, Plon, 2021.